# Aeroportul La Unión
Aeroportul La Unión (IATA: LUI, ICAO: MHCR) este un aeroport din Departamentul Olancho, Honduras ce deservește zona La Unión⁠(d).
Situat la o altitudine de 800 m, aeroportul dispune de o singură pistă.